# خوسيه فيسنتي كونشا
خوسيه فيسنتي كونشا هو دبلوماسي ومحامي وسياسي كولومبي، ولد في 21 أبريل 1867 في بوغوتا في كولومبيا، وتوفي في 8 ديسمبر 1929 في روما في إيطاليا. نشط حزبياً في حزب المحافظين الكولومبي. وقد انتخب رئيس كولومبيا (7 أغسطس 1914 – 7 أغسطس 1918) وانتخب ambassador of Colombia to Italy ‏.